# Запис Нешића храст (Буковац)
Запис Нешића храст (Буковац) се налази на парцели чији је власник Нешић Мирослав.

## Локација
| Општина             | Деспотовац                                                                  |
| Катастарска општина | Буковац                                                                     |
| Потес               | Велико брдо                                                                 |
| Координате          | 44° 06′ 50″ С; 21° 27′ 12″ И / 44.113999999999997° С; 21.453299999999999° И |
| Надморска висина    | 290m                                                                        |

## Карактеристике
Дендрометријске вредности утврђене на терену и сателитским снимцима:
| Стабло                     | Храст |
| Висина стабла              | m     |
| Обим дебла                 | m     |
| Пречник крошње             | 21m   |
| Пречник дебла              | m     |
| Висина дебла до прве гране | m     |

## База записа
Запис је у оквиру Викимедија пројекта "Запис - Свето дрво" заведен под редним бројем 0422.